# Casa Juvillà
Casa Juvillà és una masia del poble de la Ribereta, prop de Sapeira, pertanyent al municipi de Tremp. És a la Ribereta, a l'esquerra de la Noguera Ribagorçana. Juntament amb la Masia del Batlle constitueix el nucli principal de la Ribereta. És al nord-est d'aquesta altra masia.